# Bogd
Pour les articles homonymes, voir Bogd (homonymie).
Le terme Bogd, parfois orthographié bogdo ou encore bogda est un terme mongol (mongol : ᠪᠣᠭᠳᠠ, VPMC : bogda, cyrillique : богд, MNS : bogd), signifie en mongol saint, sacré, est un titre de noblesse donné par les Mongols. c'est également un terme utilisé dans différents toponymes de Mongolie.